# Cosmoscarta putamara
Cosmoscarta putamara är en insektsart som beskrevs av William Lucas Distant 1900. Cosmoscarta putamara ingår i släktet Cosmoscarta och familjen spottstritar. Inga underarter finns listade i Catalogue of Life.